# أولريش إليس
أولريش إليس (بالإنجليزية: Ulrich Ellis) هو مؤرخ أسترالي، ولد في 23 يوليو 1904 في Mount Morgan, Queensland ‏ في أستراليا، وتوفي في 4 ديسمبر 1981 في تامورث في أستراليا.